# الی دنیل
الی دنیل (به انگلیسی: Ellie Daniel) (زادهٔ ۱۱ ژوئن ۱۹۵۰) شناگر اهل ایالات متحده آمریکا است.